# Gonostomatidae

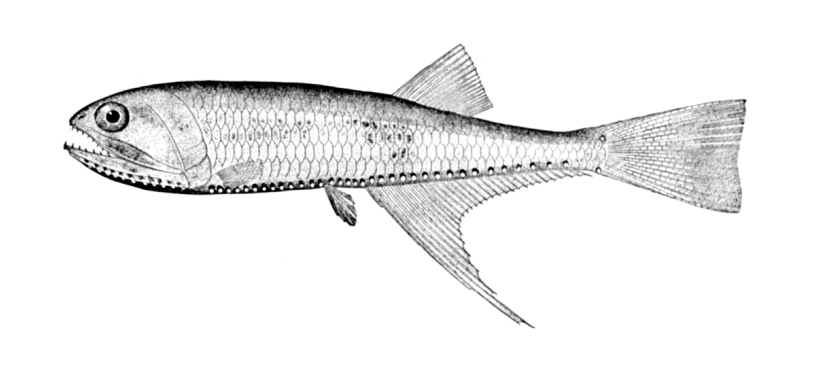
Bonapartia pedaliota

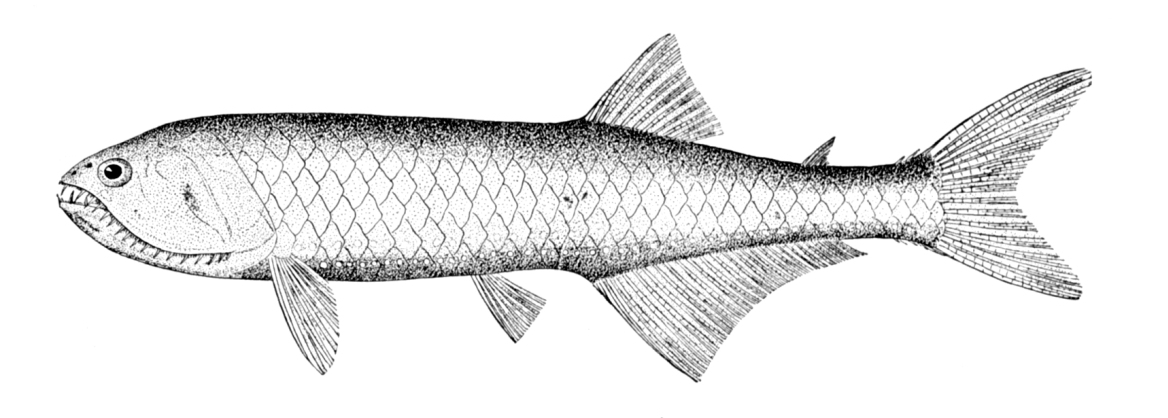
Gonostoma denudatum

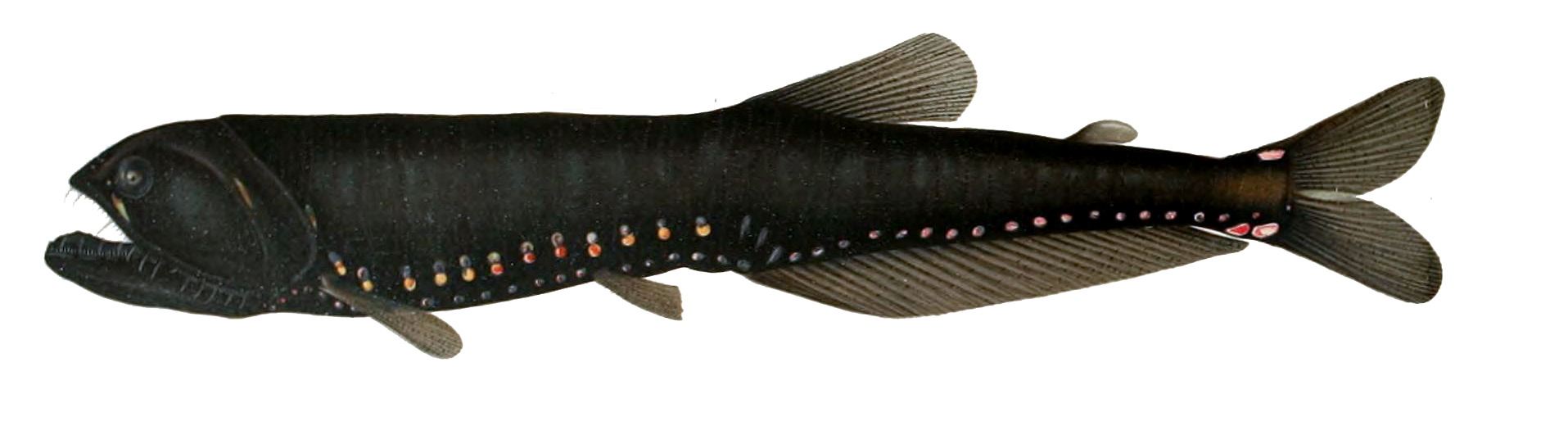
Gonostoma elongatum

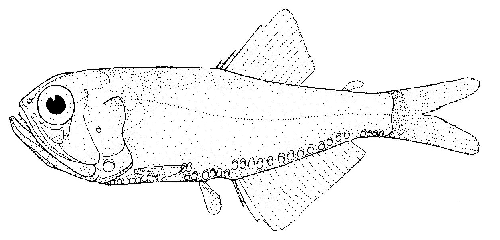
Margrethia obtusirostra

I Gonostomatidae sono una famiglia di pesci ossei appartenenti all'ordine Stomiiformes.

## Distribuzione e habitat
I Gonostomatidae sono diffusi in tutti i mari e gli oceani.
Nel mar Mediterraneo sono presenti 3 specie:
- Cyclothone braueri
- Cyclothone pygmaea
- Gonostoma denudatum.

Fanno vita batipelagica a profondità di solito piuttosto notevoli per cui possono essere considerati pesci abissali.

## Descrizione
La maggior parte di questi pesci ha un profilo allungato e sottile, con corpo poco compresso lateralmente. La bocca è grande e spesso armata di denti vistosi. Anche le aperture branchiali sono ampie. La pinna adiposa può essere presente o meno, la pinna dorsale è situata piuttosto indietro, così come le pinne ventrali. Le scaglie non sono presenti in tutte le specie, se ci sono grandi e si distaccano facilmente. Hanno due o più serie di fotofori ventrali.
Sono quasi tutti pesci di piccola taglia, spesso inferiore a 10 cm. Alcune specie tuttavia possono sfiorare i 30 cm.

## Biologia
Poco nota. Formano popolazioni oceaniche costituite da milioni di individui.
Effettuano migrazioni notturne verso acque più superficiali.
Sono carnivori, catturano crostacei, piccoli pesci ed organismi dello zooplancton.

## Pesca
La cattura di questi pesci è totalmente occasionale per cui non hanno valore economico. Finiscono talvolta nei retini da plancton tesi per gli studi di biologia marina.

## Tassonomia
- Genere Bonapartia
  - Bonapartia pedaliota
- Genere Cyclothone
  - Cyclothone acclinidens
  - Cyclothone alba
  - Cyclothone atraria
  - Cyclothone braueri
  - Cyclothone kobayashii
  - Cyclothone livida
  - Cyclothone microdon
  - Cyclothone obscura
  - Cyclothone pallida
  - Cyclothone parapallida
  - Cyclothone pseudopallida
  - Cyclothone pygmaea
  - Cyclothone signata
- Genere Diplophos
  - Diplophos australis
  - Diplophos orientalis
  - Diplophos pacificus
  - Diplophos rebainsi
  - Diplophos taenia
- Genere Gonostoma
  - Gonostoma atlanticum
  - Gonostoma denudatum
  - Gonostoma elongatum
- Genere Idrissia †
- Genere Manducus
  - Manducus greyae
  - Manducus maderensis
- Genere Margrethia
  - Margrethia obtusirostra
  - Margrethia valentinae
- Genere Scopeloides
- Genere Sigmops
  - Sigmops bathyphilus
  - Sigmops ebelingi
  - Sigmops gracilis
  - Sigmops longipinnis
- Genere Triplophos
  - Triplophos hemingi